# Oligota texana
Oligota texana är en skalbaggsart som beskrevs av Thomas Casey 1911. Oligota texana ingår i släktet Oligota och familjen kortvingar. Inga underarter finns listade i Catalogue of Life.